# Бовцарський Верх
Хребет Бовцарський Верх — гірський масив в Україні. Розташований у Закарпатській області, в західній частині країни, 600 км на захід від Києва, столиці країни.
Хребет Бовцарський Верх завдовжки 20.7 км у південно-західному напрямку.  Найвища точка — Гора Тапеш, 1,275 метрів над рівнем моря.
До складу Хребет Бовцарський Верх входять такі гори:
- Лак
- Гора Тапеш